# بني خلوف (عين الصفا)
بني خلوف هي إحدى مشيخات المملكة المغربية، تتبع جغرافيا لعمالة وجدة أنكاد وإداريًا لعين الصفا. يقدر عدد سكانها بـ 1647 نسمة حسب الإحصاء الرسمي للسكان والسكنى لسنة 2004.